# Łebień (powiat lęborski)
Łebień (kaszb. Łebiń lub też Lëbino, niem. Labehn) – wieś kaszubska w Polsce położona w województwie pomorskim, w powiecie lęborskim, w gminie Nowa Wieś Lęborska. 
Wieś jest siedzibą sołectwa Łebień w którego skład wchodzi również miejscowość Lędziechowo z byłym lotniskiem wojskowym.
W latach 1954–1972 wieś należała i była siedzibą władz gromady Łebień. W latach 1973–1976 miejscowość była siedzibą gminy Łebień. W latach 1975–1998 miejscowość należała administracyjnie do województwa słupskiego. 
Między miejscowościami Obliwice/Łebień/Rekowo zlokalizowany był jeden z pierwszych w Polsce odwiertów gazu łupkowego, z którego wydobywa się około 8 tys. m³ gazu na dobę (dane z września 2013 r.).
Inne miejscowości z prefiksem Łeb/Łeba: Łeba, Łebieniec, Łebień, Łebno, Łebcz, Łebunia, Łebieńska Huta.